# (74022) 1998 HG2
(74022) 1998 HG2 – planetoida z pasa głównego asteroid okrążająca Słońce w ciągu 3,21 lat w średniej odległości 2,18 j.a. Odkryta 18 kwietnia 1998 roku.